# Райх, Яков Иосифович
Яков Иосифович Райх (1 мая 1883, Одесса — 12 ноября 1957, Москва) — советский архитектор и педагог.

## Биография
Яков Иосифович Райх (варианты имени Яков-Меер, Янкель-Меир) родился 1 мая 1883 года в Одессе. Его отец народоволец вскоре после рождения сына был сослан в Якутию, и жена с ребёнком последовала за ним. В 1902 году окончил Одесское художественное училище. В 1908 году окончил Императорскую Академию художеств в Санкт-Петербурге. В 1909 году, будучи членом студенческих организаций, Я. И. Райх занимался революционной работой, был связан с В. В. Куйбышевым. В 1915 году окончил Московское училище живописи, ваяния и зодчества. После Октябрьской революции работал в хозяйственно-строительных и научно-технических организациях. Принимал участие в Гражданской войне. С 1919 года — член комиссии Живскульптарх.
Со своими проектами принимал участие в 22-х архитектурных конкурсах. Среди них: дом Текстилей (1925; совместно с Д. М. Коганом и Д. Ф. Фридманом при участии Б. Кондрашова), торговые дома в Новосибирске (1925; совместно с Д. М. Коганом и Д. Ф. Фридманом), Дворец Труда в Екатеринославле (1926; совместно с Д. М. Коганом и Д. Ф. Фридманом), Дворец Советов в Свердловске (1926), Народный дом имени Ленина в Иваново-Вознесенске (1926; совместно с А. З. Гринбергом и Д. Ф. Фридманом), Дворец Советов в Верхнеудинске (1928; при участии Ю. И. Герштейна, В. Н. Симбирцева), промышленный банк в Свердловске (совместно с Д. М. Коганом и Д. Ф. Фридманом). С 1920-х годов был архитектором МГСП, затем ВЦСПС. Занимался строительством жилых, общественных и торговых зданий, мостов, школ. Разрабатывал типовые проекты клубов, занимался застройкой посёлков.
В течение продолжительного времени занимался преподавательской деятельностью. Преподавал в Московском архитектурном институте (и. о. профессора с 1933 года, профессор с 1937 года). Также преподавал в Московском инженерно-строительном институте (доцент с 1935 года, профессор с 1944 года).
В 1932 году вступил в Союз архитекторов СССР. Был членом коллегии Архитстроя Главкомгоссоора ВСНХ и членом коллегии отдела Изоискусства Наркомпроса. Был членом научно-технического совета Моссовета и заведующим сектором Союзстроя Народного комиссариата тяжёлой промышленности. В Союзе архитекторов был членом комиссии по конкурсам, членом секции истории и теории архитектуры.
Жил в Москве по адресу: Малый Черкасский переулок, 3/4, кв. 20 (1920-е — 1930-е). Последние годы жил в Доме архитекторов на Ростовской набережной. Умер 12 ноября 1957 года.